# Adolf Baginsky

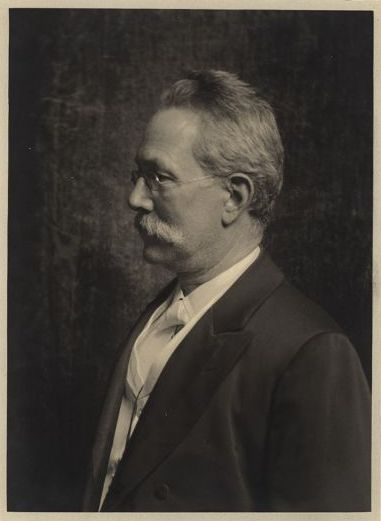
Adolf Baginsky

Adolf Aron Baginsky, född 22 maj 1843 i Ratibor, död 15 maj 1918 i Berlin, var en tysk barnläkare.
Baginsky blev 1890 extra ordinarie professor i barnsjukdomar vid Berlins universitet och överläkare vid Kaiser und Kaiserin Friedrich-Kinderkrankenhaus, vilket kom till stånd genom Baginskys och Rudolf Virchows bemödanden samt öppnades i Berlin 1890. Han uppsatte 1880 "Archiv für Kinderheilkunde", som han utgav tillsammans med bland andra A. Monti.